# Nifantowo
Nifantowo (ros. Нифантово) – wieś (dieriewnia) w Rosji, w obwodzie wołogodzkim, w rejonie szestnińskim. W 2010 liczyło 2374 mieszkańców.